# Linia Barthélemy’ego

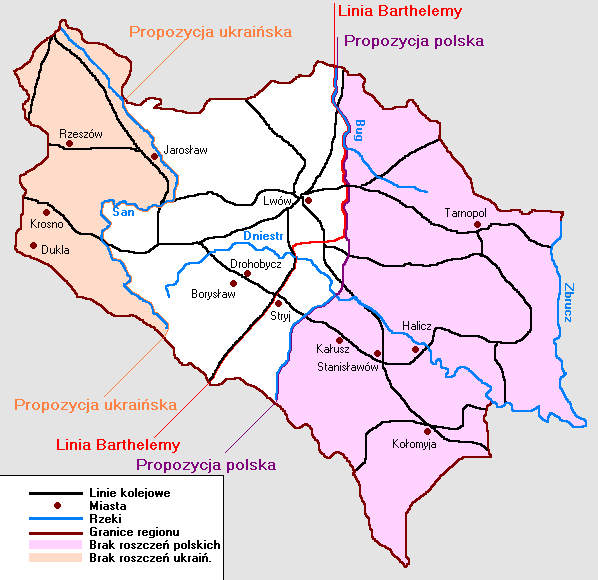
Mapa Galicji Wschodniej z propozycjami podziału styczeń-luty 1919

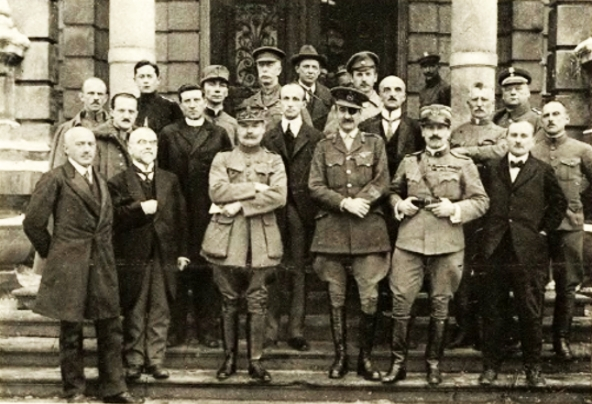
Misja międzyaliancka we Lwowie. Spotkanie z delegacją Zachodnioukraińskiej Republiki Ludowej 28 lutego 1919. W środku od lewej: gen. Joseph Barthelemy, Robert Howard Lord, płk Adrian Carton de Wiart, mjr Giuseppe Stabile

Linia Barthélemy’ego – zaproponowana przez francuskiego generała Josepha Barthélemy’ego linia demarkacyjna mająca rozdzielić w lutym 1919 roku wojska polskie i ukraińskie w czasie wojny polsko-ukraińskiej.
W 1918 roku kraje Ententy dążyły do utworzenia wspólnego frontu antybolszewickiego, w którego skład miały wejść armie polska, rosyjska („biała”), rumuńska i ukraińska. Wybuch we Lwowie walk polsko-ukraińskich 1 listopada pokrzyżował te plany, dlatego też państwa Ententy zaczęły naciskać na strony konfliktu w celu jego zażegnania i przyjęcia linii demarkacyjnej proponowanej przez państwa sprzymierzone.
19 stycznia 1919, z polecenia naczelnego wodza Okupacyjnych Sił Zbrojnych w Europie Południowo-Wschodniej gen. Franchet d’Esperey, przyjechała do Krakowa misja rozjemcza pod dowództwem gen. Josepha Barthélemy’ego. Początkowo misja zapoznała się ze stanowiskiem polskim, które optowało za linią Bugu – Świcy. Następnie udała się do Lwowa, spotykając się z delegacją ukraińską. Ukraińcy optowali za linią Sanu jako przyszłą linią demarkacyjną.
W tej sytuacji generał Barthélemy przedstawił 28 stycznia 1919 swoją, kompromisową propozycję. Linia zawieszenia broni miała przebiegać wzdłuż Bugu do Kamionki Strumiłłowej, następnie granicą powiatów do Bóbrki, dalej wzdłuż linii kolejowej Bóbrka-Wybranka, w kierunku zachodnim do Mikołajowa (zostawiając Mikołajów po stronie ukraińskiej), następnie wzdłuż linii kolejowej Lwów – Stryj do granicy spornego terytorium w Karpatach Wschodnich. Linia kolejowa Stryj–Ławoczne miała pozostać w rękach ukraińskich. Miała to być linia tymczasowa, do czasu rozstrzygnięcia sprawy przez paryską konferencję pokojową.
Strona polska skłaniała się do przyjęcia tego rozwiązania, jednak delegacja ukraińska upierała się przy „linii Sanu”. Wskutek braku zgody strony ukraińskiej delegacja Ententy podjęła kolejną próbę mediacji. Przeprowadziła ją  powołana 15 lutego 1919 podkomisja Komisji Międzysojuszniczej dla Polski kierowanej przez Josepha Noulensa. W skład podkomisji wchodzili: gen. Joseph Barthélemy (Francja) jako przewodniczący, płk Adrian Carton de Wiart (Wielka Brytania), dr Robert Howard Lord (Stany Zjednoczone) i mjr Giovanni Stabile (Włochy). Podkomisja przedstawiła 15 lutego 1919 projekt konwencji rozejmowej. Rozejm, wzdłuż linii Barthélemy’ego miał mieć czysto wojskowy i w żadnej mierze nie powinien wpłynąć na decyzje, które powinna podjąć Konferencja Pokojowa. Integralną częścią konwencji miał być układ dodatkowy dotyczący Borysławsko-Drohobyckiego Zagłębia Naftowego. Miało ono pozostać po polskiej stronie linii demarkacyjnej pod zarządem komisji międzynarodowej, przy czym 50% wydobycia ropy miało być przekazywane stronie ukraińskiej. Polska i ZURL miały mieć jedynie możliwość rejestrowania wielkości produkcji i regulowania należności za dostawy ropy naftowej. Projekt zabezpieczał interesy Ententy w zagłębiu naftowym i był pierwszym krokiem w kierunku jego neutralizacji. W chwili przedstawienia propozycji terytorium zagłębia znajdowało się pod kontrolą Ukraińskiej Armii Halickiej. Dla ZURL warunki konwencji rozejmowej były niekorzystne, stwarzały jednak szansę na kompromis z Polską i uzyskanie międzynarodowego uznania państwa ukraińskiego przez Ententę.
Komisji udało się doprowadzić do podpisania układu o zawieszeniu broni 24 lutego 1919 o godzinie 0.30, 28 lutego przedstawiła swe propozycje stronom. Wskutek braku porozumienia co do przebiegu linii demarkacyjnej 2 marca wznowiono polsko-ukraińskie działania wojenne.